# George O'Brien (homme politique)
Pour les articles homonymes, voir George O'Brien (homonymie).
George Miller O'Brien, né le 17 juin 1917 à Chicago et mort le 17 juillet 1986 à Bethesda (Maryland), est un homme politique américain, membre du Parti républicain et représentant du dix-septième (1973-1983) puis du quatrième district de l'Illinois (1983-1986) à la Chambre des représentants des États-Unis, date à laquelle il succombe d'un cancer de la prostate.